# Рафаель Діас

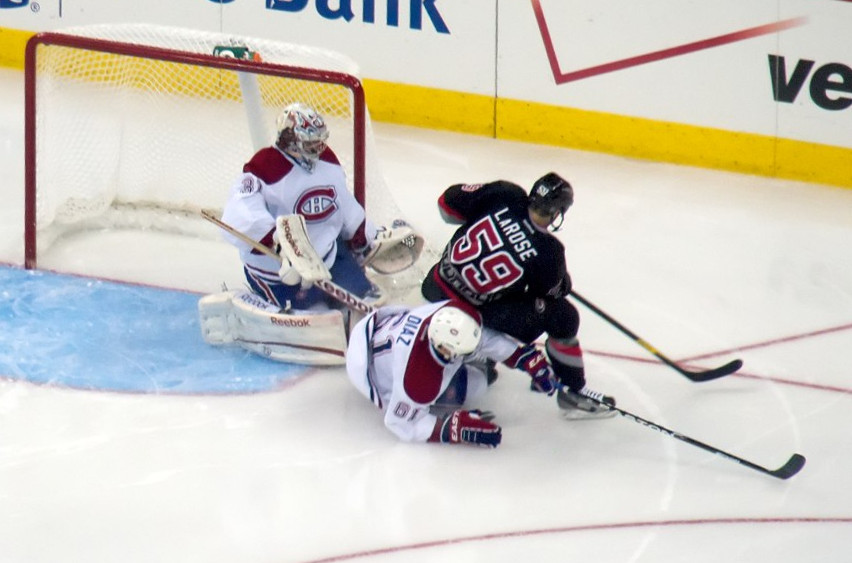
Рафаель Діас у складі «Монреаль Канадієнс»

Рафаель Діас (ісп. Raphael Diaz; 9 січня 1986, Баар, Швейцарія) — швейцарський хокеїст, захисник, виступає з 2022 року за «Фрібур-Готтерон».

## Кар'єра (клубна)
Народився 9 січня 1986 у місті Баар, Швейцарія. Батько хокеїста — іспанець, мати — швейцарка.
Розпочав кар'єру хокеїста в молодіжній команді ХК «Цуг», виступав три роки в елітному дивізіоні серед молодіжних команд. На дорослому рівні дебютував у Національній лізі в сезоні 2003/04 років. До кінця сезону 2010/11 Діас грав виключно в НЛА за ХК «Цуг», в складі якого став одним з найкращих захисників швейцарської першості. Продовжив контракт з «Цугом» до 2016 року, з можливістю виступати в НХЛ за контрактом.
У травні 2011 року Рафаель укладає контракт з «Монреаль Канадієнс». Свою першу шайбу Діас закинув 18 жовтня 2011 року в домашній грі проти «Баффало Сейбрс». Через локаут в НХЛ в 2012 році, Діас повернувся до рідного клубу, зокрема брав участь в Кубку Шпенглера в складі ХК «Давос».

## Кар'єра (збірна)
Виступав за юніорську збірну Швейцарії на чемпіонаті світу в І дивізіоні у 2004 році та молодіжну збірну на чемпіонатах світу у 2005 і 2006 роках. Крім того, виступав у складі національної збірної на чемпіонаті світу в 2008 та 2011 роках, також брав участь у Зимових Олімпійських іграх у Ванкувері в 2010 та Сочі 2014.
На чемпіонаті світу в 2013 році в Стокгольмі та Гельсінкі, він здобув срібні нагороди.

## Нагороди та досягнення
- Участь у матчі усіх зірок НХЛ — 2012.
- Срібний призер чемпіонату світу — 2013.